# 比拉卡查
比拉卡查是哥倫比亞的城鎮，位於該國東北部，由博亞卡省負責管轄，距離首府通哈22公里，始建於1556年，面積68平方公里，海拔高度2,469米，2005年人口3,380。
5°26′N 73°18′W / 5.433°N 73.300°W